# Verwaltungsgemeinschaft Reinhardsbrunn
Die Verwaltungsgemeinschaft Reinhardsbrunn war eine Körperschaft des öffentlichen Rechts im thüringischen Landkreis Gotha. Sie wurde am 8. März 1994 von den Gemeinden Ernstroda und Finsterbergen sowie der Stadt Friedrichroda zur gemeinsamen Erledigung ihrer Verwaltungsgeschäfte gebildet. Namengebend war das Hauskloster der Landgrafen von Thüringen in Reinhardsbrunn, auf dessen Ruine 1827 das Schloss Reinhardsbrunn errichtet wurde.
In den drei Gemeinden der Verwaltungsgemeinschaft lebten 7893 Einwohner (Stand: 31. Dezember 2004), sie umfasste ein Gebiet von 36,90 km². Sitz der Verwaltungsgemeinschaft war das Rathaus in Friedrichroda. Letzte Vorsitzende vor der Auflösung war Monika Siede.
Die Verwaltungsgemeinschaft Reinhardsbrunn wurde zum 1. Dezember 2007 aufgelöst, als zum gleichen Stichtag die beiden Gemeinden Ernstroda und Finsterbergen in die Stadt Friedrichroda eingemeindet wurden.